# قاعدة الرفع إلى أس
في الرياضيات، تستعمل قاعدة الرفع إلى أس أو قاعدة القوة(بالإنجليزية: power rule) للتفاضل وتستعمل لبرهنة الصيغتين الموجودتين في الأسفل.
تُعتبر متعددات الحدود من أبسط الدوال المستعملة في الحسبان. وتُعطى مشتقاتها وتكاملها غير المحدود بواسطة القوانين التالية:
{\displaystyle \left(\sum _{k=0}^{n}a_{k}x^{k}\right)'=\sum _{k=0}^{n}ka_{k}x^{k-1}}
و
{\displaystyle \int \!\left(\sum _{k=0}^{n}a_{k}x^{k}\right)\,dx=\sum _{k=0}^{n}{\frac {a_{k}x^{k+1}}{k+1}}+C\,\!}.
لذلك, تكون مشتقة {\displaystyle x^{100}} هي {\displaystyle 100x^{99}} والتكامل غير المحدود للقيمة {\displaystyle x^{100}} هو {\displaystyle {\frac {x^{101}}{101}}+C} حيث أن C هو الثابت الكيفي للتكامل.

## قاعدة القوة
تذكر قاعدة القوة للتفاضل بأنه إذا كان n هو عدد طبيعي, تكون مشتقة {\displaystyle f(x)=x^{n}\!} هي {\displaystyle f'(x)=nx^{n-1}\!}, وبالتالي تكون القاعدة هي
{\displaystyle \left(x^{n}\right)'=nx^{n-1}.}
و قاعدة القوة للتكامل هي
{\displaystyle \int \!x^{n}\,dx={\frac {x^{n+1}}{n+1}}+C}
عندما يكون n عدد طبيعي, سيسهل لنا استنتاج الإجابة. ويبقى على المرء فقط القيام باشتقاق هذه المتباينة واستعمال قاعدة القوة والتحويل الخطي للتفاضل على الجانب الأيمن من المعادلة.

### البرهان
لبرهنة قاعدة القوة للتفاضل, يجب استعمال طريقة الاشتقاق كنهاية رياضياتية:
{\displaystyle f'(x)=\lim _{h\rightarrow 0}{\frac {f(x+h)-f(x)}{h}}.}
و عند تعويض {\displaystyle f(x)=x^{n}} ستكون المعادلة على النحو التالي
{\displaystyle f'(x)=\lim _{h\rightarrow 0}{\frac {(x+h)^{n}-x^{n}}{h}}.}
ثم يمكن للمرء التعبير عن {\displaystyle (x+h)^{n}} باستعمال مبرهنة ثنائية الحد للحصول على
{\displaystyle f'(x)=\lim _{h\rightarrow 0}{\frac {\sum _{i=0}^{n}{{n \choose i}x^{i}h^{n-i}}-x^{n}}{h}}.}
يمكن كتابة الحد {\displaystyle i=n} من المجموع في جهة مستقلة للحصول على
{\displaystyle f'(x)=\lim _{h\rightarrow 0}{\frac {\sum _{i=0}^{n-1}{{n \choose i}x^{i}h^{n-i}}+x^{n}-x^{n}}{h}}.}
و بسبب إلغاء قيم الحدود {\displaystyle x^{n}} ستكون المعادلة
{\displaystyle f'(x)=\lim _{h\rightarrow 0}{\frac {\sum _{i=0}^{n-1}{{n \choose i}x^{i}h^{n-i}}}{h}}.}
و يمكن إخراج قيمة {\displaystyle h} من جميع الحدود من المجموع للحصول على
{\displaystyle f'(x)=\lim _{h\rightarrow 0}{\frac {h\sum _{i=0}^{n-1}{{n \choose i}x^{i}h^{n-i-1}}}{h}}.}
و بذلك يمكننا إلغاء قيم {\displaystyle h} من المقام والحصول على
{\displaystyle f'(x)=\lim _{h\rightarrow 0}\sum _{i=0}^{n-1}{{n \choose i}x^{i}h^{n-i-1}}.}
و لإيجاد قيمة هذه النهاية نلاحظ بأن {\displaystyle n-i-1>0} لكل {\displaystyle i<n-1} وتساوي صفر لكل{\displaystyle i=n-1.} لذلك نجد قيمة {\displaystyle h^{0}} فقط عندما يكون {\displaystyle i=n-1}, وبالتالي تكون المعادلة
{\displaystyle f'(x)={n \choose {n-1}}x^{n-1}.}
و بإيجاد قيمة المعامل الثنائي الحد سنجد هذه المعادلة
{\displaystyle {n \choose {n-1}}={\frac {n!}{(n-1)!\ 1!}}={\frac {n\ (n-1)!}{(n-1)!}}=n.}
و بالتالي هذه المعادلة
{\displaystyle f'(x)=nx^{n-1}.\!}

## تفاضل متعددات الحدود الكيفية
لمفاضلة متعددات الحدود الكيفية, يمكن للمرء استعمال الخاصية الخطية للمؤثر التفاضلي (differential operator) للحصول على:
{\displaystyle \left(\sum _{r=0}^{n}a_{r}x^{r}\right)'=\sum _{r=0}^{n}\left(a_{r}x^{r}\right)'=\sum _{r=0}^{n}a_{r}\left(x^{r}\right)'=\sum _{r=0}^{n}ra_{r}x^{r-1}.}
و باستعمال التحويل الخطي للتكامل وقاعدة القوة للتكامل, وباستعمال نفس الخطوات, سنجد المعادلة على النحو التالي
{\displaystyle \int \!\left(\sum _{k=0}^{n}a_{k}x^{k}\right)\,dx=\sum _{k=0}^{n}{\frac {a_{k}x^{k+1}}{k+1}}+c.}

## تعميم
يمكن البرهان بأن قاعدة القوة تكون صحيحة عند أي أس حقيقي, والمعادلة هي
{\displaystyle \left(x^{a}\right)'=ax^{a-1}}
عندما تكون قيمة a أي عدد حقيقي ما دام أن قيم x من مجال الدوال لكلا الجانبين من المعادلة. وباستعمال هذه الصيغة, مع
{\displaystyle \int \!x^{-1}\,dx=\ln x+c,}
سيستطيع المرء القيام بمفاضلة ومكاملة التركيبات الخطية لقوى القيمة x, والتي ليست بالضرورة أن تكون متعددة الحدود.